# Mladostov
Mladostov je malá vesnice, část obce Vyskeř v okrese Semily. Ve vsi stojí, obnovená zvonička a požární zbrojnice. Nejmladší dům je z cca 30. let, nejstarší dřevěné chalupy jsou více než 150 let staré. V centru vsi, opodál zvoničky, stojí kašna s přepadem do rybníčku, napájená z hlubokého údolí trkači.

## Historie
První písemná zmínka o vesnici pochází z roku 1415.